# Tipasa di Mauretania
Tipasa di Mauretania è un'antica città del regno di Mauretania (poi provincia romana di Mauretania) i cui resti si trovano nell'omonima moderna città costiera, in Algeria, a circa 68 km ad ovest di Algeri. 
Conserva resti indigeni, punici, romani e bizantini, datati tra il VI secolo a.C. e il VI secolo d.C., riflettendo in modo significativo i contatti tra queste diverse culture.
Il sito archeologico è compreso tra i Patrimoni dell'umanità dell'UNESCO dal 1982 e dal 2002 al 2006 è stato inserito nella lista dei siti in pericolo.

## Storia
Nel VI secolo a.C. i Cartaginesi fondarono un emporio su un promontorio affacciato sul mare sotto il monte Chenoua. Da questa origine deriva il toponimo della città, che significa in lingua fenicia "passaggio" o "scalo". Al VI-V secolo a.C. appartengono i materiali dei corredi funerari della necropoli punica, con tombe a camera e a fossa, rinvenuta presso il porto.

Localizzazione della città di Tipasa nell'Africa romana

Lo scalo offriva un rifugio ai naviganti tra Icosium (oggi Algeri) e Cesarea di Mauretania (oggi Cherchell), nella rotta verso le Colonne d'Ercole (oggi Gibilterra). Si sviluppò fino a divenire nel II secolo a.C. una vera e propria città di cultura punica, testimoniata ad esempio dalle stele con il simbolo di Tanit, dal ritrovamento di alcune monete cartaginesi, con il cavallo e la palma da dattero e soprattutto dalle grandi necropoli, tra le più antiche ed estese del mondo punico

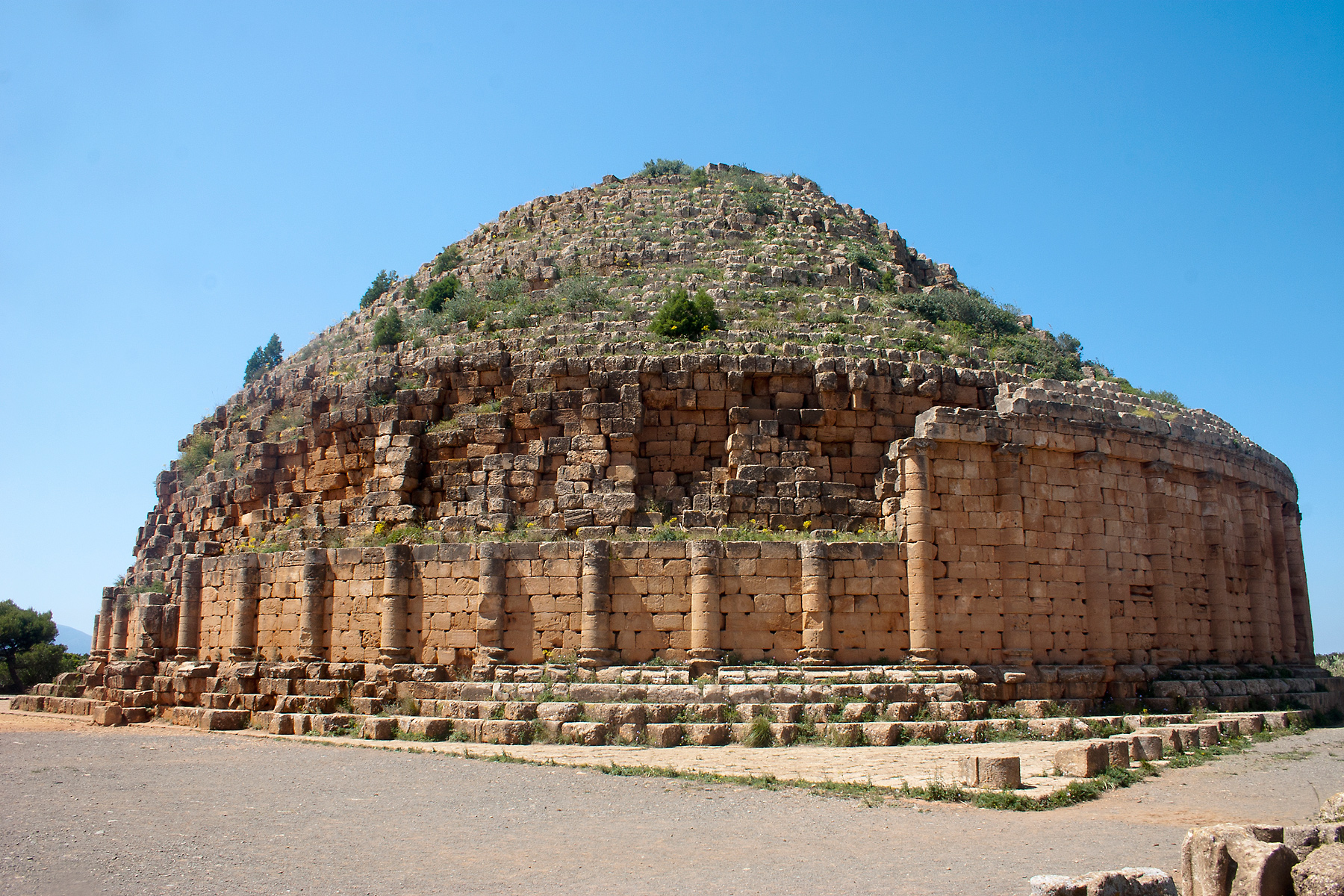
Il grande mausoleo reale di Mauretania

Dopo la seconda guerra punica fu sottoposta al regno di Numidia, come testimoniano le numerose monete di Massinissa, di Giuba II e di suo figlio Tolomeo di Mauretania e i ritrovamenti di frammenti di ceramica a vernice nera e di lucerne ellenistiche. La città era sul percorso tra la capitale del regno di Giuba II e di suo figlio Tolomeo (Cesarea, situata circa 20 km più ad est) e il grande mausoleo reale (tombeau de la Chrétienne o Kbour-er-Roumia).
Dopo l'annessione del regno di Mauretania (anno 44), sotto l'imperatore Claudio. la città appartenne alla provincia romana della Mauretania cesariense. Nel 46 divenne colonia di diritto latino.
La città romana occupava inizialmente la collina dove oggi si trova un faro, che dominava il porto. Era cinta da mura, più tardi andate in disuso, e comprendeva una piazza forense, una basilica civile e un tempio capitolino. Si estese in seguito anche nella pianura sottostante e sulle colline ad est e ad ovest, dove sorsero numerosi edifici pubblici e domus private. Divenne colonia di diritto romano sotto Adriano, con il nome di Colonia Aelia Augusta Tipasensium. 
La seconda cinta muraria di circa 2.300 m, che incluse l'ampliamento, fu edificata sotto l'imperatore Antonino Pio nel 147, nel quadro della guerra contro i Mauri.
Alla fine del II secolo raggiunse l'apogeo: in quest'epoca ebbe probabilmente una popolazione di 20.000 abitanti.
Il cristianesimo vi penetrò abbastanza presto: l'iscrizione cristiana di Rasinia Seconda, morta nel 237, è la più antica iscrizione cristiana datata in Africa. In città sorsero numerose basiliche cristiane e diverse necropoli si svilupparono presso i luoghi sacri.
A metà del IV secolo fu interessata dallo scisma donatista e tra il 371 e il 375 dalla rivolta di Firmo, durante la quale però non fu conquistata o saccheggiata. 
Nel 430 fu distrutta dai Vandali di Genserico. Durante il regno del figlio di questi, Unnerico, i cristiani non ariani vennero perseguitati e in gran numero si rifugiarono via mare in Spagna.
Dopo la riconquista bizantina dell'Africa, nel 534, numerosi edifici subirono lavori di ingrandimento o di riparazione e riadattamento.
In seguito la città cadde in abbandono e dagli Arabi prese il nome di Tefassed, ("distrutta").
Nell'Ottocento si ebbero le prime notizie delle rovine e vi si svolsero i primi scavi archeologici. La prima guida della città antica venne pubblicata da Stéphane Gsell nel 1894. Nel 1946 Jean Baradez proseguì gli scavi con metodi più aggiornati e costituì le prime collezioni del museo.

## Descrizione

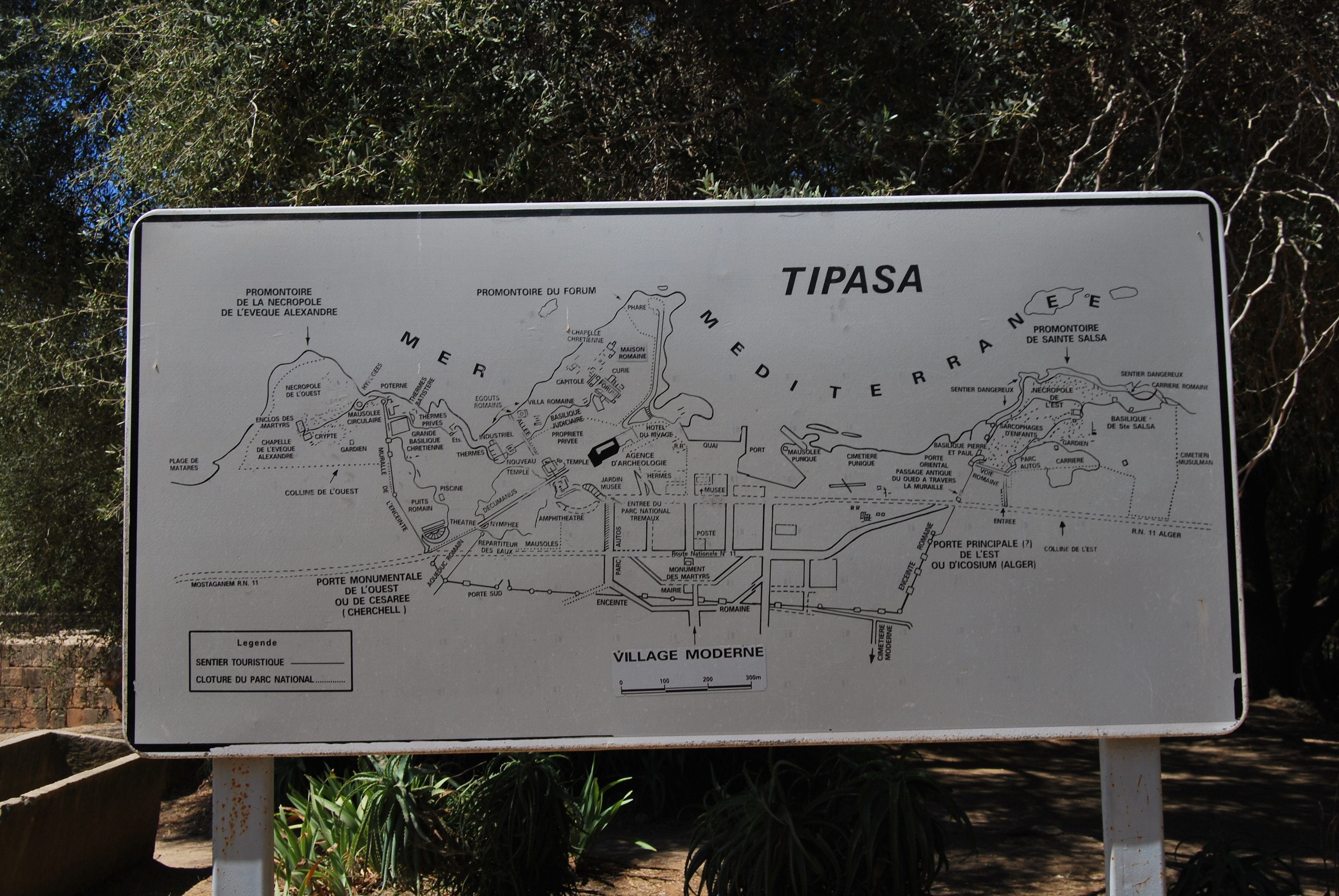
Pianta del sito archeologico

Il sito della città antica non è interamente scavato: sono visibili due nuclei principali di resti antichi: 
- il primo costituisce il vero e proprio parco archeologico, all'uscita ovest della città moderna, e raccoglie la maggioranza dei monumenti riportati finora in luce;
- il secondo, situato all'ingresso della città moderna, a destra della strada proveniente da Algeri, e all'esterno delle mura romane, corrisponde ad una grande necropoli cristiana, sorta intorno alla basilica di Santa Salsa.

Il museo si trova tra questi due nuclei, presso il porto.

### Parco archeologico
L'impianto cittadino si imposta sull'antica strada che conduce da Icosium (Algeri) a Cesarea (Cherchell), che all'interno della città ne diviene il decumano massimo, largo 14 m.
L'entrata del parco nazionale di Tipasa si trova sul lato est della città antica. 
Prima dell'ingresso, un sentiero a gradini sale verso la parte più antica della città, sulla cima del promontorio, con il foro e la basilica civile. Presso l'ingresso sono visibili i resti dell'anfiteatro. Percorrendo quindi il decumano massimo verso ovest si incontrano due templi preceduti da corte, un ninfeo (fontana monumentale) e quindi il teatro romano, presso la porta di Cesarea.
Da qui un sentiero conduce alla grande basilica cristiana con necropoli e quindi scende ai quartieri residenziali sulla riva del mare. 

#### Monumenti

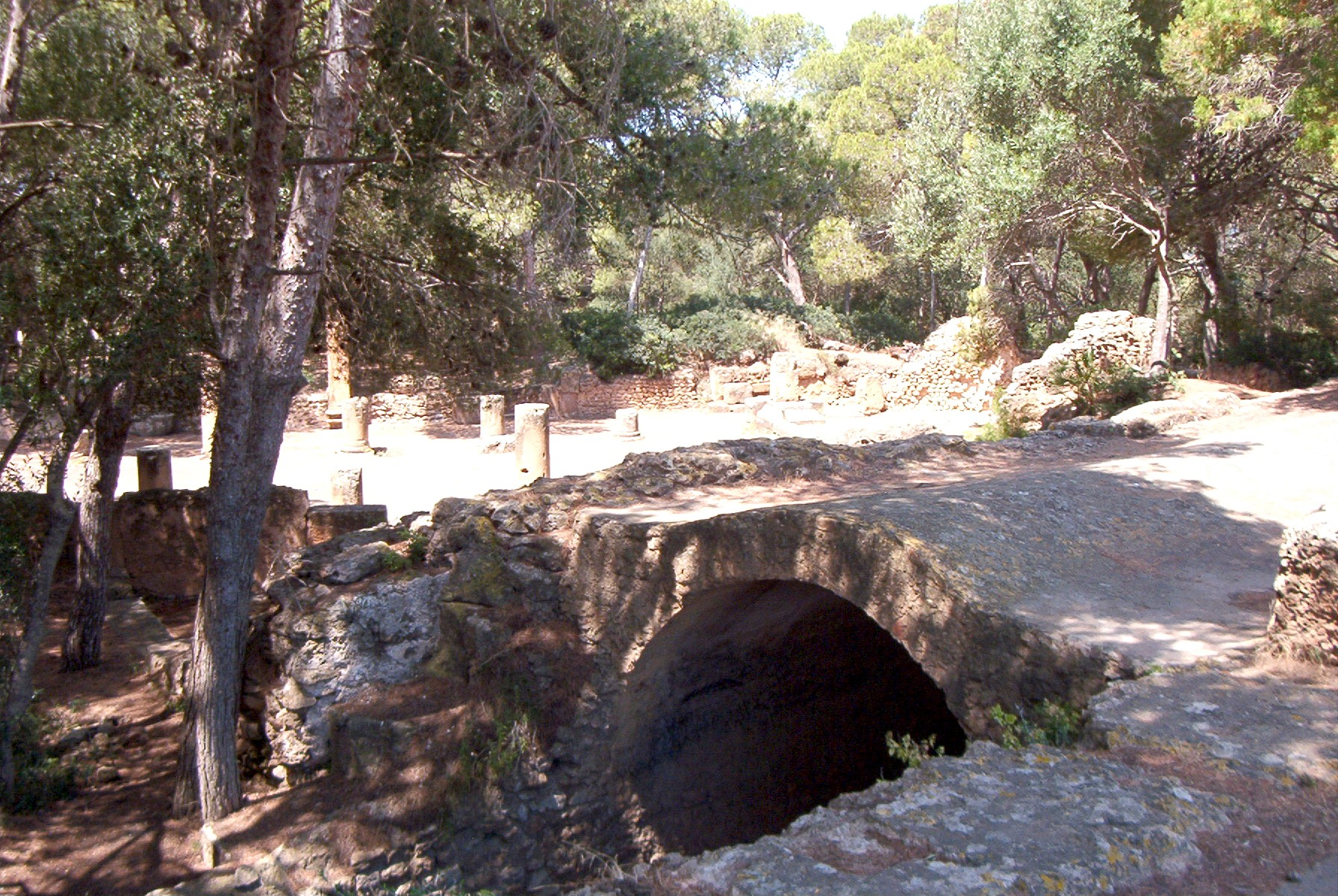
La piazza del foro e il criptoportico

- Foro: resta una vasta spianata (50 m x 27 m) circondata da portici su tre lati. Si conserva un criptoportico, sopra il quale sorgeva uno dei portici laterali a sud-ovest, reso necessario come sostruzione del complesso a causa del dislivello del terreno.

- Capitolium: domina il Foro dal lato corto nord-ovest. Del tempio resta solo il podio, con tracce delle tre celle e la scalinata frontale.

- Curia: si apre sul portico nord-est del Foro, ma se ne conservano solo pochi resti.

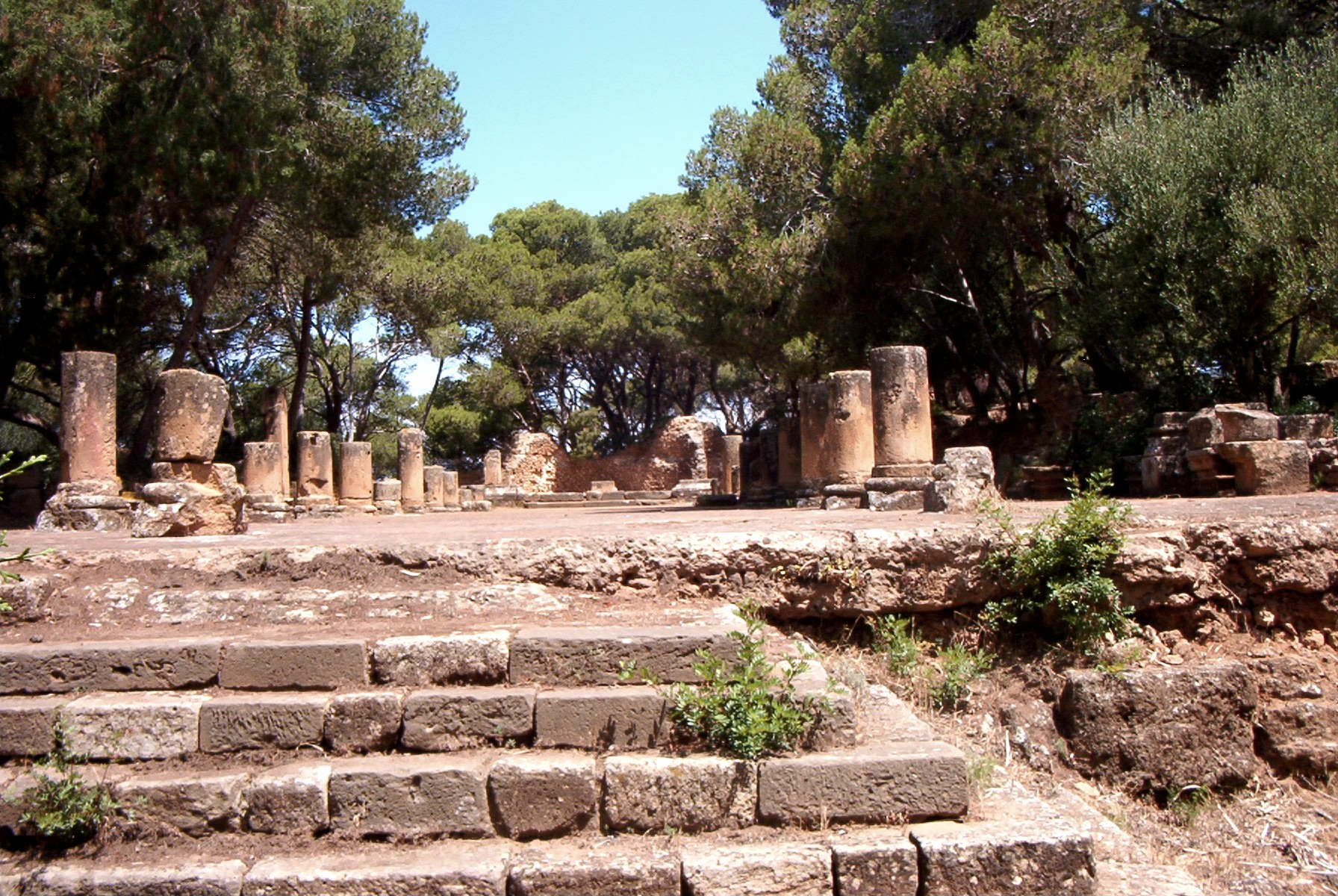
La basilica civile

- Basilica civile: datata tra la fine del I secolo e gli inizi del II, si trova dietro il portico sud-ovest del foro, a livello più basso e fu riportata in luce tra il 1914 e il 1917. Vi venne rinvenuto il mosaico dei Prigionieri, oggi al museo. L'ingresso principale avveniva dal decumano massimo per mezzo di una scalinata che restrinse la via. L'accesso al foro sul lato orientale lungo, era assicurato per mezzo di una scalinata. L'interno era suddiviso in tre navate da file di colonne in parte ancora in piedi e sul lato corto opposto all'ingresso dal decumano era un'abside con podio leggermente sopraelevato.

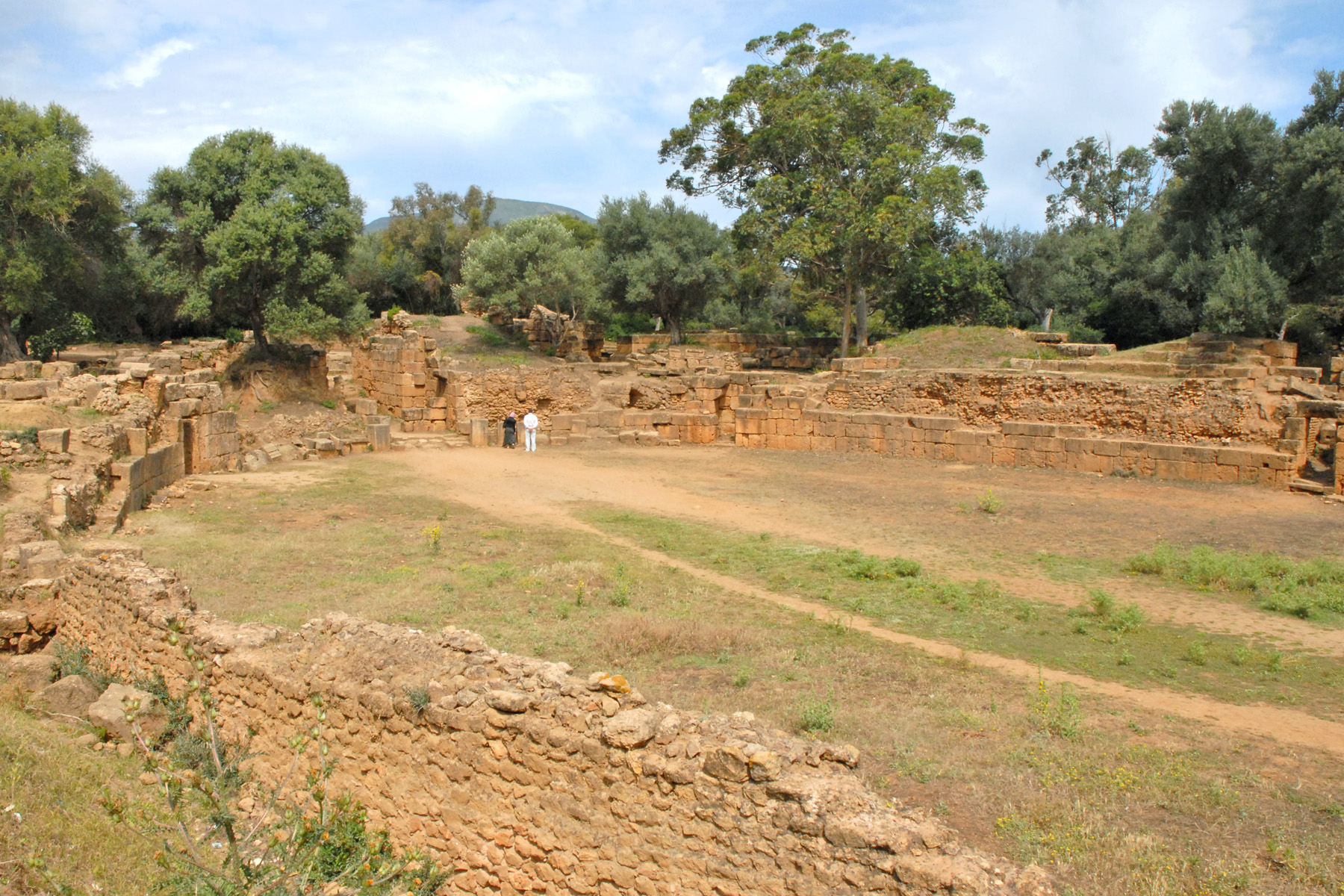
I resti dell'anfiteatro

- Anfiteatro: orientato in senso est-ovest, era lungo 80 m. Ne è stata riportata in luce solo la parte nord, con le volte che sorreggevano la cavea, il podio che separava quest'ultima dall'arena. L'edificio aveva due porte principali, sull'asse maggiore est-ovest, e tre porte secondarie per ciascun lato. Fu costruito in epoca tarda, obliterando in parte i vicini templi situati ad un incrocio del decumano massimo. Nel sottosuolo si conserva un più antico colombario.

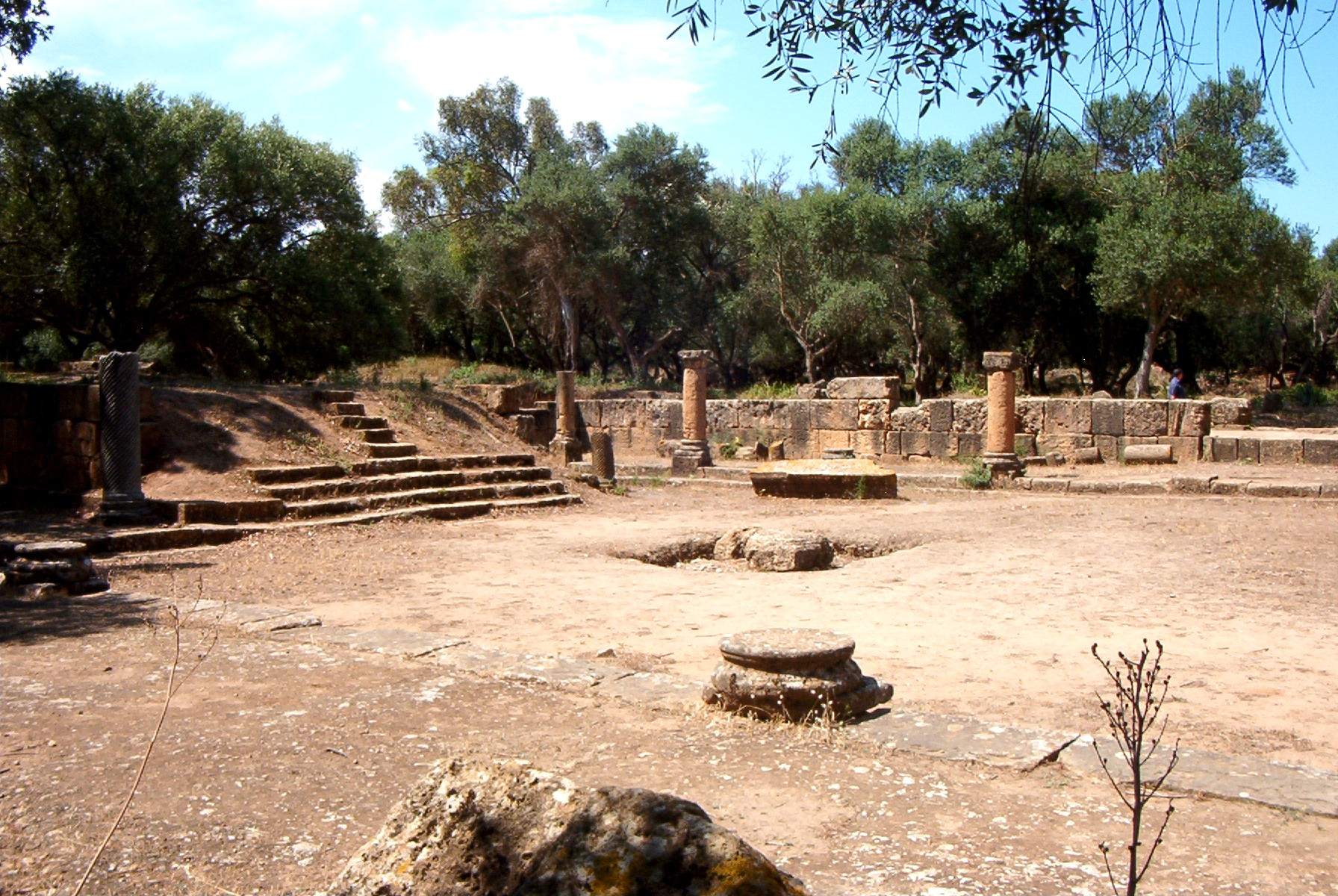
Il cosiddetto "Tempio anonimo"

- Tempio "anonimo": situato insieme al "Nuovo tempio" su uno slargo del decumano, preceduto da una corte, conserva solo il podio e parte della scalinata di accesso. Si accedeva al santuario da tre porte aperte sullo slargo.

- "Nuovo tempio: sorge sul lato opposto dello slargo del decumano, in posizione quasi simmetrica ed è datato alla fine del II - inizi del III secolo. Presenta la medesima disposizione del "Tempio anonimo". L'area del santuario conserva resti di costruzioni successive che ne occuparono lo spazio.

- Ninfeo, o fontana pubblica monumentale: a pianta semicircolare, si trova lungo il decumano massimo. L'acqua vi scorreva a cascata di vasca in vasca fino al bacino dal quale si poteva attingere (come testimoniato dalle profonde scanalature sui bordi). Presentava una facciata con nicchie inquadrate da colonne e con rivestimento in marmi policromi. Alle spalle della fontana si conservano i resti di un acquedotto che riforniva la città di acqua.

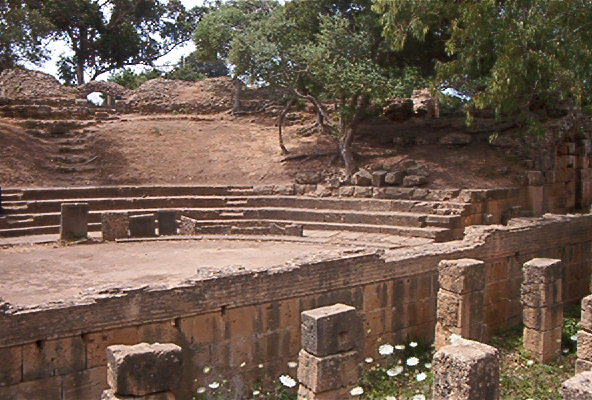
Resti del teatro romano

- Teatro: nel 1847 fu danneggiato per estrarne i blocchi reimpiegati nella costruzione di un ospedale per i malati di colera. La cavea era interamente sostenuta da strutture artificiali e ne restano i massicci piloni. Poteva ospitare da 3000 a 4000 spettatori. L'accesso avveniva tramite dei passaggi sotterranei che sbucavano davanti alla scena, e per mezzo di quattro scalinate esterne che sfociavano su una galleria a metà altezza. Del teatro si conservano solo i primi gradini della cavea e parte delle transenne che la separava dall'orchestra: il podio della scena i piloni che sostenevano l'impiantito, mentre il frontescena è andato perduto.

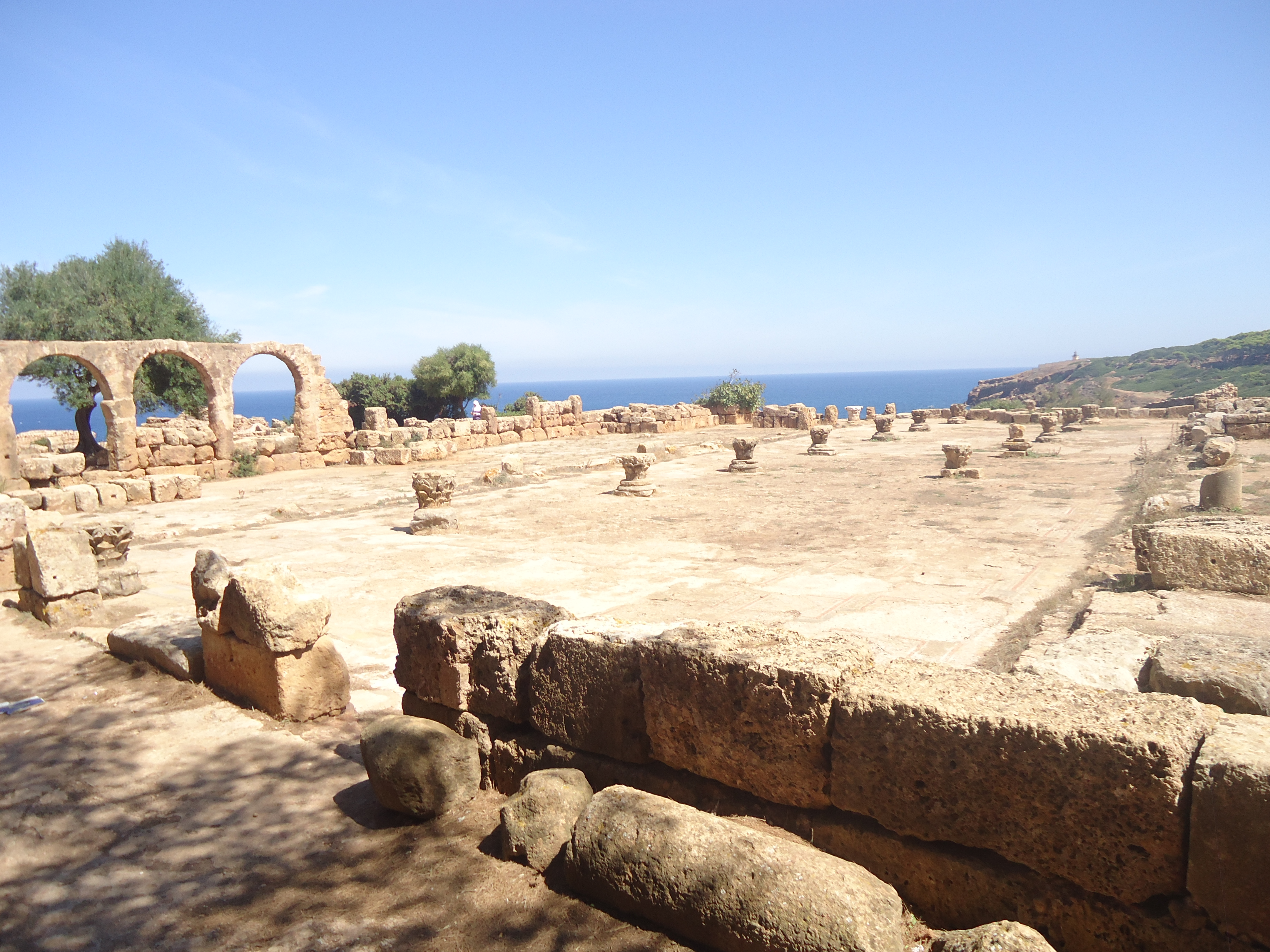
La grande basilica cristiana

- Grande basilica cristiana: con 52 m x 45 m è la chiesa più grande fino ad oggi scavata in Algeria. ma non è ben conservata. Aveva in origine una navata centrale molto ampia (13 m), con tre navate laterali per ciascun lato, separate da arcate su pilastri, di cui solo alcune si conservano. Il pavimento era a mosaico. Sul fondo si apriva un'abside costruita a strapiombo sul mare. In un secondo momento la navata centrale fu ulteriormente suddivisa in navate (per un totale di nove navate). Sul lato nord erano una serie di costruzioni annesse (cappella, battistero circolare, terme, episcopio). Dietro la basilica si vedono i resti della torre della cinta muraria, situata sul suo angolo nord-ovest.

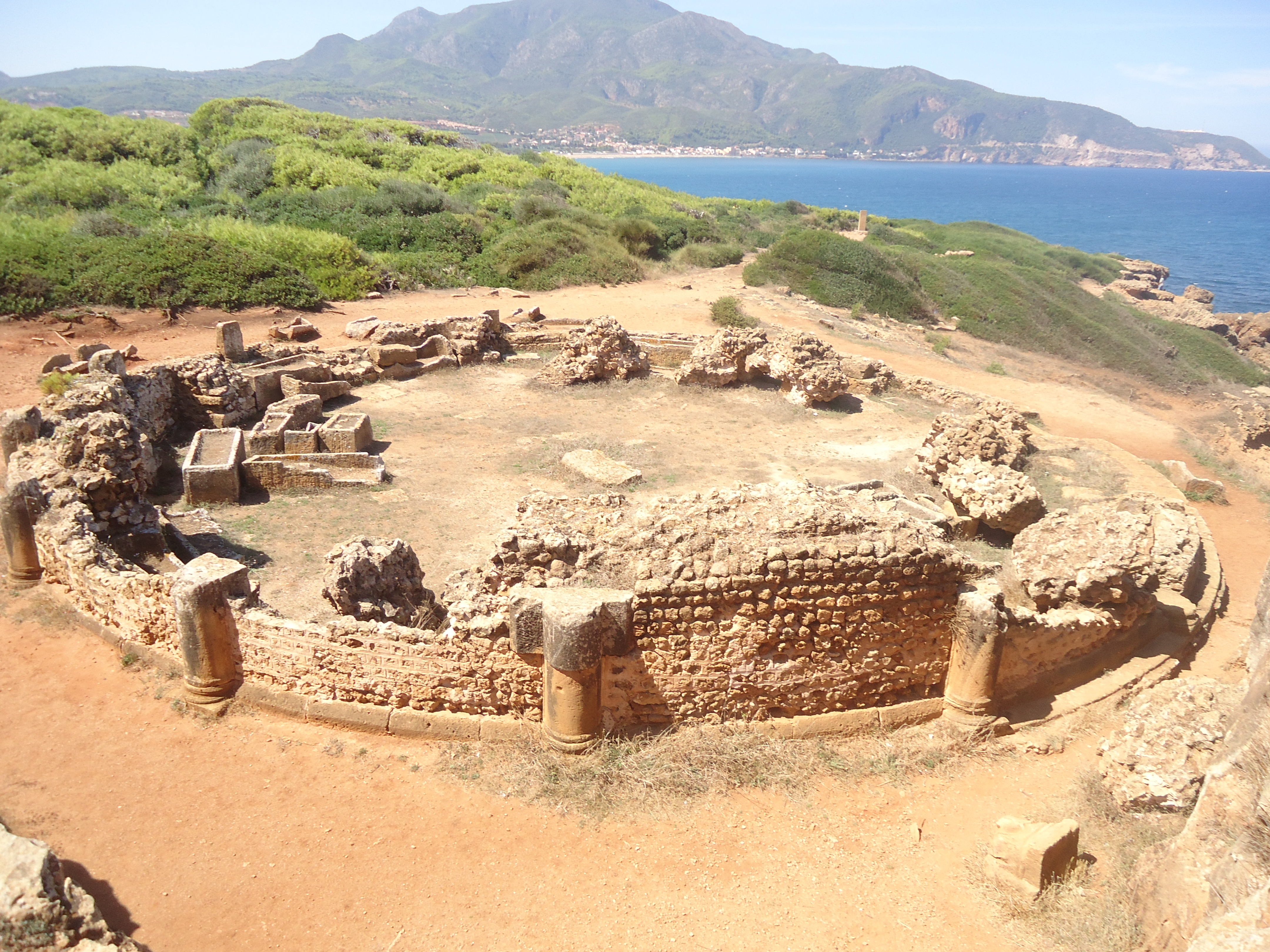
Il grande mausoleo circolare nella necropoli occidentale

- Necropoli occidentale: si trova fuori della mura sul lato ovest della città, con sepolture pagane e cristiane. Alcune sepolture sono ipogee, scavate in un rialzo roccioso[14].
  - Grande mausoleo circolare: conserva all'interno una serie di colonne che inquadrano nicchie ad arco destinate ad ospitare i sarcofagi. Al centro del sepolcro si conservano i resti della sepoltura più importante e altri sarcofagi furono collocati all'interno di un recinto annesso.

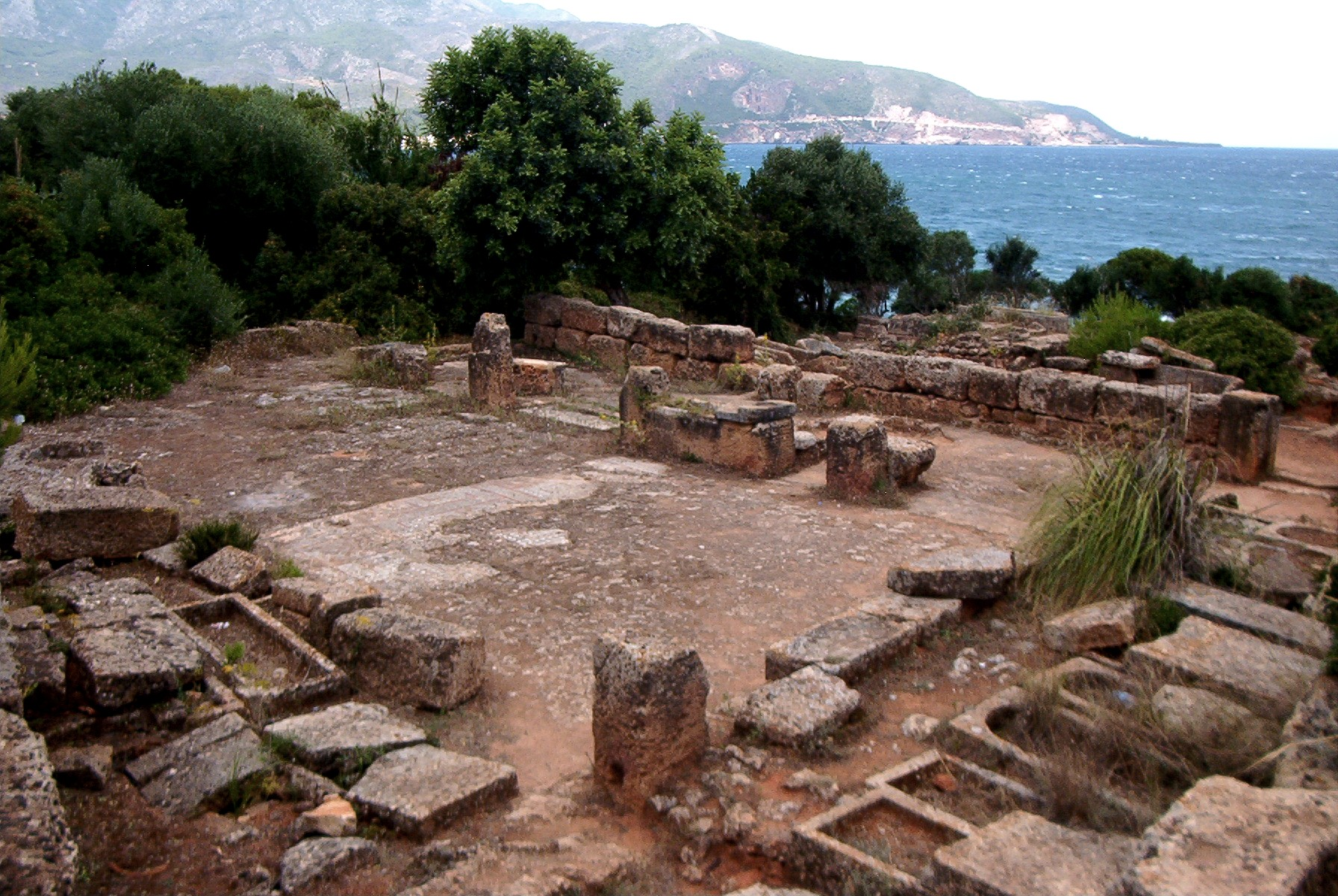
Basilica di Alessandro

- Basilica di Alessandro: si trova a 200 m a sud-ovest del grande mausoleo circolare ed è dedicata al vescovo cittadino Alessandro. Fu costruita su un terreno roccioso e accidentato e ha un'irregolare pianta trapezoidale, con un'abside sul lato ovest. Fu esplorata nel 1892 dal curato di Tipasa, l'abate Saint-Gérand. Il presbiterio rialzato poggiava su nove sarcofagi accostati ed era coperto da un'iscrizione a mosaico, oggi conservata presso il Museo nazionale delle antichità e delle arti islamiche di Algeri.

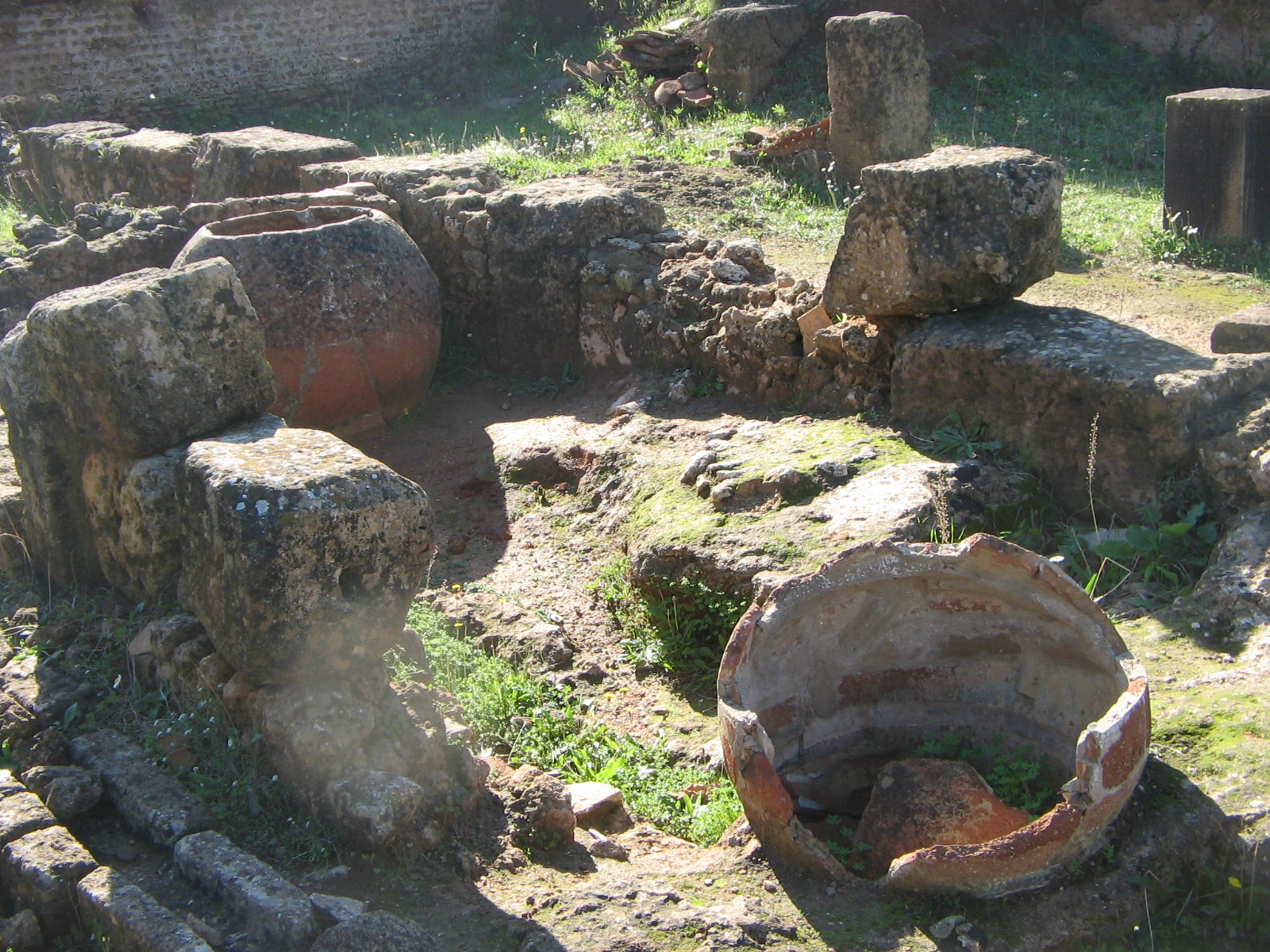
Fabbrica di garum nella città bassa

- Città bassa: sono visibili edifici residenziali con impianti termali, una fabbrica di garum. Un tratto di un cardine conserva i resti del sistema di distribuzione delle acque e del sistema fognario.

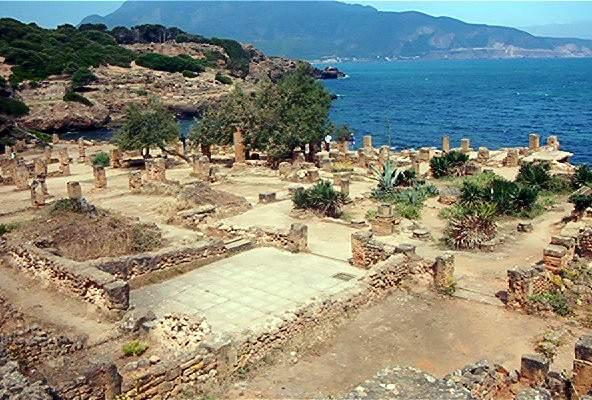
Resti della villa degli Affreschi

- - Villa romana detta des Fresques (o "degli Affreschi"): ha restituito numerosi frammenti di intonaco dipinto. Si apriva su uno dei cardini cittadini, con una porta carraia e una pedonale aperta nel portico che costeggiava la strada. All'interno il vestibolo conduce ad un peristilio, intorno al quale si articolano le stanze. Tra queste un grande salone (oecus) pavimentato a mosaico, in asse con ingresso.

### Museo
Il piccolo museo è costituito da un patio e da una sala. Il primo ospita stele, urne, ceramiche e a centro una scultura di fanciullo con l'anfora e una fontana.
L'unica sala del museo ospita il mosaico dei prigionieri, proveniente dall'abside della basilica civile presso il foro. Sono inoltre esposti vetri, ceramiche puniche, berbere e romane, alcune sculture e due sarcofagi in marmo, di cui uno con raffigurazione del mito di Pelope e di Enomao.

### Giardino archeologico e grandi terme

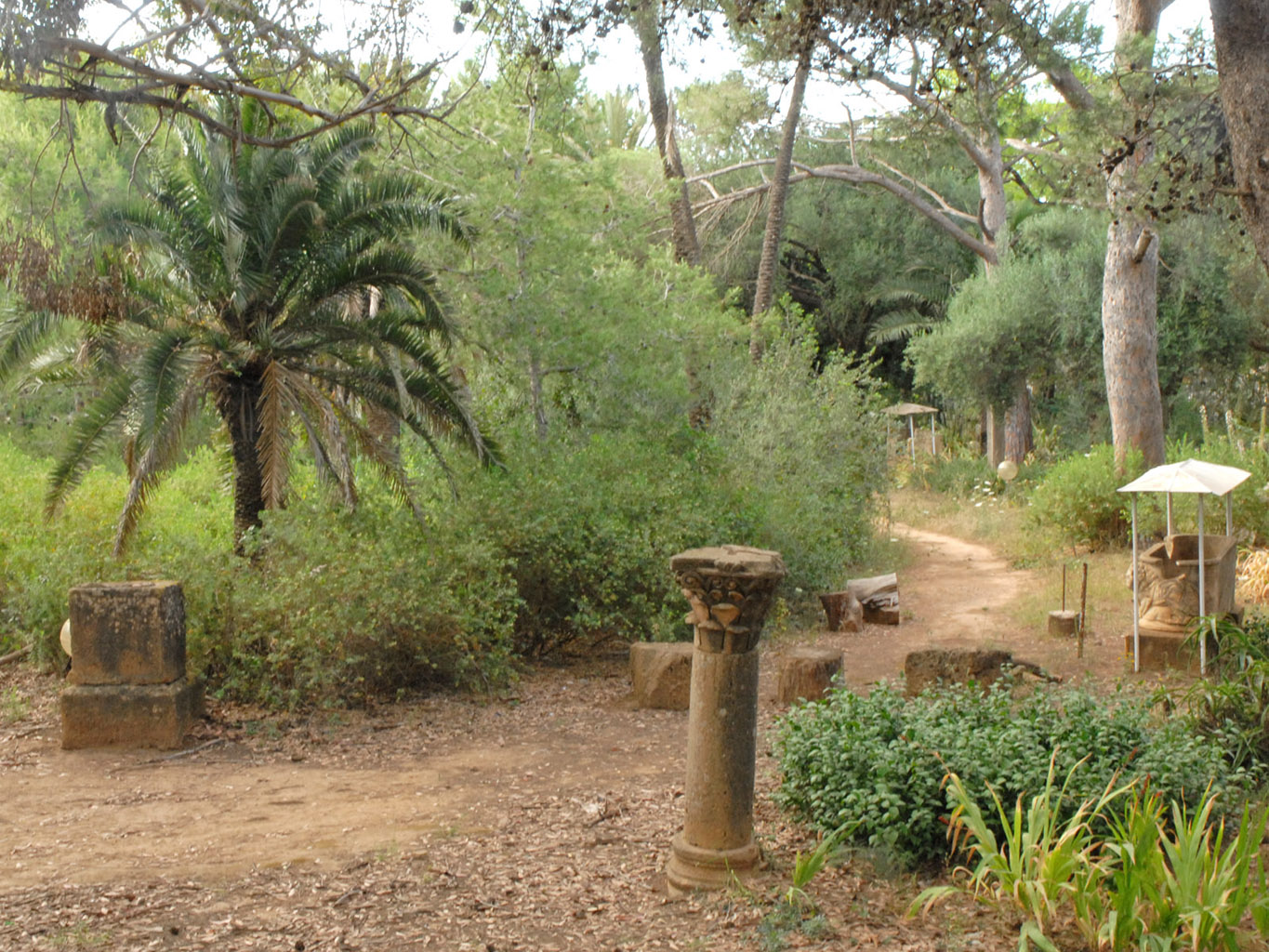
Un sentiero nel giardino archeologico

Ad est del parco archeologico è annesso un giardino archeologico, che fu realizzato privatamente e in seguito acquisito per donazione. Vi sono conservati elementi architettonici, anfore, giare e sarcofagi.
Il giardino ospita inoltre i resti murari delle Grandi terme, con resti murari che raggiungono l'altezza di 9 m. Il complesso è stato scavato solo parzialmente ed è in parte occupato da costruzioni moderne. Si conserva il mosaico pavimentale del frigidarium, visibile 4 m al di sotto del livello attuale della strada.

### Collina di Santa Salsa
Secondo la leggenda agiografica santa Salsa sarebbe stata una giovinetta di quattordici anni, convertitasi alla fede cristiana mentre i suoi genitori erano restati pagani. Dopo aver gettato in mare la testa di un idolo in bronzo a forma di dragone, sarebbe stata lapidata e gettata in mare. Tuttavia il corpo venne raccolto da un marinaio guidato da un sogno e seppellita in una cappella su una collina fuori dalle mura ad est della città. Secondo la leggenda, inoltre, Firmo, durante la sua rivolta, avrebbe invano pregato sulla tomba per ottenere la caduta della città, che allora stava assediando.

#### Necropoli orientale

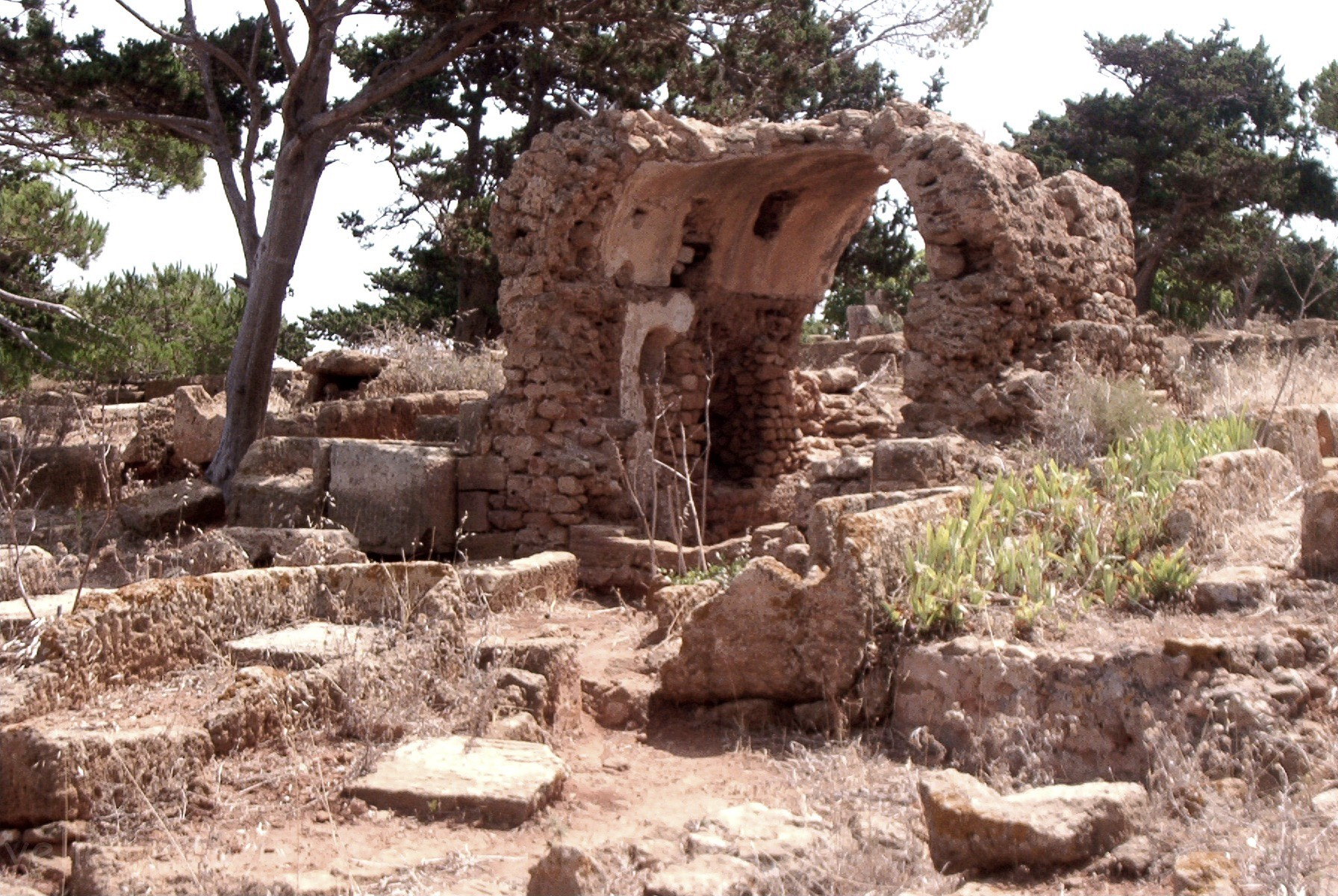
Un colombario nella necropoli orientale

La collina orientale fuori dalle antiche mura cittadine verso est è denominata Koudiat Zarzour, oppure "collina di Santa Salsa". Ospita un cimitero con numerosi sarcofagi.
La necropoli sorse in epoca pagana e ne sopravvivono alcune tomba a cupola semicircolare o a colombario.
- Basilica di San Pietro e San Paolo: della fine del V secolo, si addossa alle mura e si apre su di esse. Vi si svolgeva il culto dei santi Pietro e Paolo, come attesta l'iscrizione ora conservata nel patio del museo[17].

Gli scavi all'interno di questo edificio hanno riportato in luce sarcofagi e lucerne con simboli cristiani. In particolare lungo il muro sud dell'edificio era presenti14 sarcofagi inseriti in un recinto, un probabile martyrion.

#### Basilica di Santa Salsa

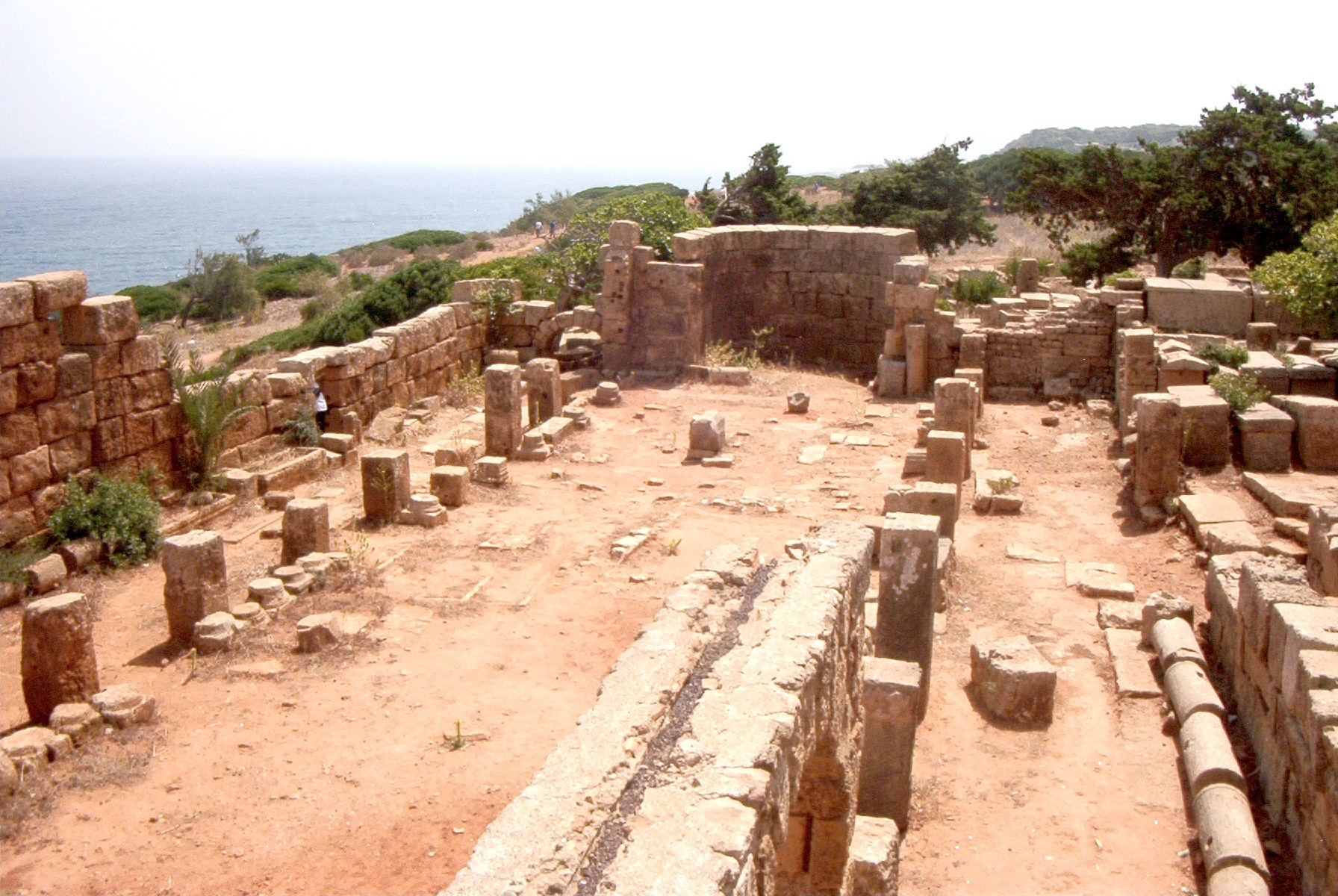
Basilica di Santa Salsa da est

A circa 300 m fuori dalle mura cittadine, sulla sommità della collina, dove si trovava una necropoli pagana, fu inizialmente edificata una piccola cappella, destinata ad ospitare la tomba di santa Salsa, nell'ambito di un sepolcro familiare. Successivamente la cappella venne progressivamente ingrandita e trasformata in chiesa.
In una prima fase l'edificio sacro, costruito in blocchi di pietra, era di forma quadrata, di circa 15 m di lato all'esterno, con l'ingresso ad est, secondo l'uso, e con un'abside sul lato opposto. All'interno una navata centrale, larga 7,5 m era limitata da pilastri sormontati da archi; le due navate laterali erano larghe 2,50 m a sinistra e 2,80 m a destra. Al centro si trovava una tomba sormontata da un cippo semicilindrico con l'iscrizione di Fabia Salsa, una pagana forse antenata della santa.
Nel V secolo la navata centrale fu decorata con un mosaico pavimentale, con un'iscrizione verso l'asbide che ricorda Potenzio, probabilmente un vescovo locale dell'epoca.
Nella prima metà del VI secolo la chiesa fu ingrandita fino a raggiungere 30 m di lunghezza e le navate laterali furono sormontate da matronei, raggiungibili da scale collocate ai lati dell'ingresso. Una porta ricavata nel muro sul lato sinistro conduceva ad un'area in pendio e una camera quadrangolare racchiuse un altare. Sul lato opposto della chiesa venne realizzato un recinto funerario.
La tomba fu ricoperta da uno zoccolo rivestito da lastre di marmo, circondato da una recinzione, sul quale fu poggiato un sarcofago marmoreo del III secolo con la raffigurazione del mito di Selene ed Endimione, in seguito distrutto e ridotto a piccoli pezzi